# 阮玉祥和
義河公主阮玉祥和（越南语：／；1827年6月14日—1847年6月28日），越南阮朝明命帝第二十七女，生母惠嬪陳氏勳。

## 生平
明命八年五月二十日（1827年6月14日），阮玉祥和在順化皇城出生。紹治七年（1847年6月28日），祥和去世，享年二十一歲，諡慧靜，後追贈為義河公主。初祀展親祠，咸宜元年（1885年）秋，合祀親勳祠。